# TRT Belgesel
TRT Belgesel (français : TRT Documentaires) est une chaîne de télévision publique turque du groupe Radio-télévision de Turquie (TRT). 
C'est une chaîne thématique spécialisée dans le tourisme et les documentaires. 
Elle est lancée le 17 octobre 2009.
TRT Belgesel est une chaîne culturelle turque qui s’adresse à tous les téléspectateurs curieux et ouverts sur la Turquie.